# Музей истории медицины (Берлин)

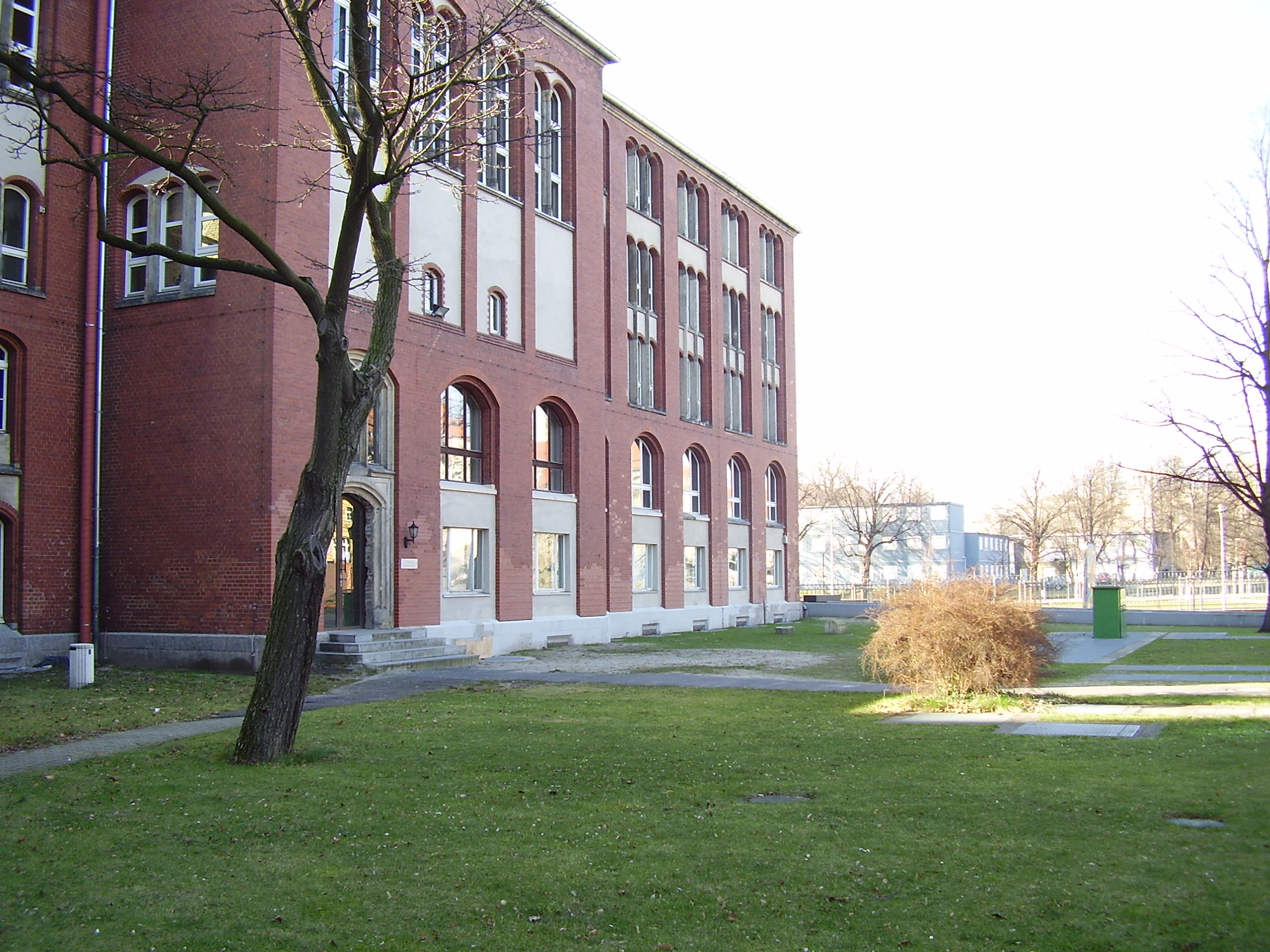
Здание музея истории медицины клиники Шарите

Берлинский музей истории медицины (нем. Berliner Medizinhistorisches Museum) — медико-исторический и патологоанатомический музей крупнейшей берлинской клиники Шарите, университетской клиники Берлинского университета имени Гумбольдта и Свободного университета Берлина.

## Современный музей
Музей истории медицины является одним из подразделений (институтов) клиники Шарите. Находится на территории её центральной части (Митте).
Музей демонстрирует развитие медицины в течение последних четырёх столетий. Наряду с медицинскими инструментами, историческими медицинским приборами и аппаратами, ценными книгами и микроскопами коллекция содержит примерно 900 ценных и редких патологоанатомических препаратов.

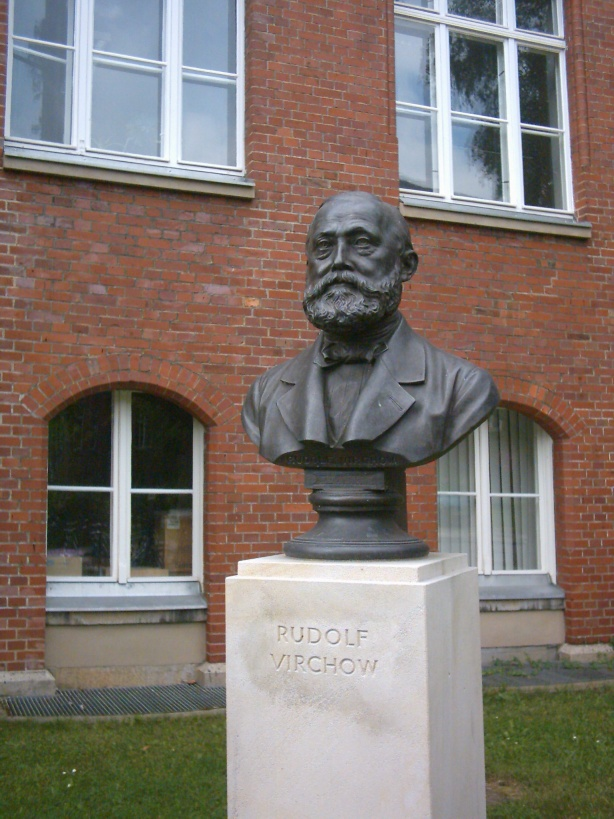
Центральный кампус Шарите. Бюст Рудольфа Вирхова, основателя Патологогического музея — предшественника Музея истории медицины

Наряду с постоянной экспозицией, в музее периодически проходят сменные выставки, посвящённые различным аспектам медицины и истории медицины.
Является общедоступным музеем. Выставочные площади занимают четыре этажа отдельно стоящего здания. Число посетителей музея — около 50 000 в год. Как музей истории медицины открыт в 1998 году.
Расположен недалеко от Центрального вокзала Берлина, на другой стороне Шпрее, в 10—15 минутах ходьбы от одноимённой с вокзалом (нем. Hauptbahnhof) станции S-бана, находящейся в здании вокзала.

## Патологический музей
Современный музей является преемником Патологического музея (нем. Pathologisches Museum), организованного Рудольфом Вирховом в 1899 году на основе коллекции анатомических препаратов Патологического института, который Вирхов возглавлял с момента создания в 1856 году. Надо отметить, что уже к приходу Вирхова коллекция патологоанатомических препаратов Шарите составляла 1500 единиц и над ней трудились такие известные анатомы того времени, как Роберт Фрорип (учитель Вирхова), работавший в Берлинском университете с 1833 года прозектором и консерватором, Вильгельм Краузе, Иоганн Петер Мюллер и другие.
Здание Патологического музея находилось на территории клиники Шарите, в том же самом месте, где сейчас располагается Музей истории медицины.

## Источник
- Berliner Medizinhistorisches Museum der Charité. (нем.), (англ.)